# Piazza Carlo Felice
Piazza Carlo Felice è una piazza di Torino. Si trova alla congiunzione di via Roma con corso Vittorio Emanuele II, esattamente di fronte alla Stazione Porta Nuova.

## Storia
Nel primo ampliamento della città di Torino verso sud del 1620, questa zona ospitava semplicemente la primitiva "Porta Nova", di accesso al centro attraverso l'omonima via "Nova" (attuale via Roma).
Fu poi Gaetano Lombardi che, nel 1822, disegnò il primo abbozzo di quello che diventerà il "Largo del Re", ovvero una normale espansione dell'omonimo viale (oggi corso Vittorio Emanuele II), attraverso la nascita di nuovi isolati neoclassici, sia a oriente (verso il nascente "Borgo Nuovo"), sia a occidente (ovvero il tratto terminale dell'attuale via XX Settembre).
Sino agli anni 1980 la piazza era capolinea di linee di tram, con un doppio anello di binari, ora dismesso.

### La piazza attuale
Fu l'architetto francese Jean-Pierre Barillet-Deschamps, nel 1861, a dare alla piazza il disegno attuale, nel contesto dell'ulteriore sviluppo della città verso sud, che aveva precedentemente portato alla realizzazione definitiva di piazza San Carlo e che coinvolse la nascente stazione ferroviaria di Torino Porta Nuova (opera di Alessandro Mazzucchetti e Carlo Ceppi, periodo 1853-1864).
Gli eleganti portici della piazza furono opera di Giuseppe Leoni, Giuseppe Frizzi e Carlo Promis che, sul lato nord, si raccordano alla centrale via Roma con un'esedra semicircolare. In particolare il Promis si occupò del lato occidentale della piazza, dove aggiunse uno slargo di quella che sarà, nel 1870, la piazzetta dedicata al politico torinese Pietro Paleocapa (con annesso monumento opera di Odoardo Tabacchi del 1871). La manica di portici lungo Corso Vittorio Emanuele II verso oriente (via Lagrange) invece, fu ultimata da Barnaba Panizza. Una particolare attenzione la si deve invece alla manica di portici di Corso Vittorio Emanuele II verso occidente: attraversando via XX Settembre, in alto fu posizionata una curiosa statua, di un artista ignoto, con un mitologico Toro a tre teste.
Al centro della piazza, sempre nel 1861, fu progettato un giardino, poi titolato Giardino Sambuy. Recintato ed organizzato su pianta regolare, è movimentato con ondulazioni del terreno e con un percorso di vialetti in porfido che lo attraversa diagonalmente, offrendo vedute con diverse prospettive. È impreziosito da piante rare e alberi monumentali, da statue dedicate a Edmondo De Amicis, a Massimo d'Azeglio e a Ernesto di Sambuy. Sempre all'interno del giardino, è presente un orologio floreale, dono della città di Ginevra, e una fontana ornamentale, a testimonianza dell'arrivo in città dell'acquedotto nel 1859.
Sulla piazza si affacciano molte storiche attività, tra cui l'antica "Cioccolateria Giordano" e l'Hotel Roma, dove, nel 1950, Cesare Pavese si tolse la vita. In corso Vittorio Emanuele II, dentro la stazione ferroviaria, è collocata la fermata della Linea 1 della metropolitana. Sotto la piazza l'ampio sistema di parcheggi sotterranei comunicanti che si estende fino a piazza San Carlo. Nel 2017 la piazza fu parzialmente riqualificata, con il rifacimento di alcuni palazzi eleganti ottocenteschi. Di fronte alla piazza passano le principali linee di tram e bus.